# Tension de Hubble
Cet article court présente un sujet plus développé dans : Constante de Hubble#Mesure_de_la_constante_de_Hubble.
La tension de Hubble est la différence de mesure de la constante de Hubble qui apparaît entre la méthode directe (en mesurant directement les distances) et la méthode utilisant le fond diffus cosmologique. Cette mesure de la vitesse de fuite des objets extragalactiques varie d'environ 8 % selon ces techniques de mesures,.

## Description
La constante de Hubble est un paramètre mesurant la vitesse d'expansion de l'Univers, théorisée par le modèle standard de la cosmologie (ΛCDM). Plusieurs méthodes permettent d'estimer sa valeur. Les deux principales sont la mesure directe de la vitesse à laquelle les galaxies s'éloignent les unes des autres et la deuxième découle de l'observation du rayonnement diffus cosmologique. Ces deux méthodes aboutissent à des valeurs incompatibles, soit la tension de Hubble : 73 (km/s)/Mpc pour la première méthode et 67,7 (km/s)/Mpc pour la seconde. Toutefois, la première méthode pourrait souffrir de biais observationnels liés aux difficultés rencontrées dans l'estimation des distances entre les galaxies.
Les observations du télescope spatial James Webb ont permis de confirmer les distances des céphéides, dont les caractéristiques servent d'étalons pour construire les échelles de distance dans l'Univers, et confirment donc l'existence d'une divergence entre les mesures de la constante de Hubble. Ces résultats pourraient provenir d'une composante inconnue non prise en compte dans la théorie cosmologique en vigueur (modèle standard de la cosmologie) telle qu'un nouveau composant de la matière ou des particules exotiques,.